# Cam Barker
Cameron „Cam” Barker (ur. 4 kwietnia 1986 w Winnipeg, Manitoba) – kanadyjski hokeista.

## Kariera
- Winnipeg Rangers (2000-2001)
- Cornwall Colts (2001-2002)
- Medicine Hat Tigers (2002-2006)
- Chicago Blackhawks (2006-2010)
  -  Norfolk Admirals (2006-2007)
  -  Rockford IceHogs (2007-2008)
- Minnesota Wild (2010-2011)
- Edmonton Oilers (2011-2012)
- Texas Stars (2012)
- Vancouver Canucks (2013)
- Barys Astana (2013-2014)
- Slovan Bratysława (2014-2016)
- Barys Astana (2016-2017)
- Slovan Bratysława (2017-2018)
- SCL Tigers (2018-)
- Ilves (2018-)
- Dragons de Rouen (2018-)

Wychowanek Winnipeg Monarchs. Występował w juniorskich rozgrywkach WHL w ramach CHL. W drafcie NHL z 2004 został wybrany przez Chicago Blackhawks i grał w tym zespole przez cztery niepełne sezony od 2006 w NHL (równolegle także w AHL). Następnie do 2013 grał w trzech innych klubach NHL. Od listopada 2013 zawodnik kazachskiego klubu Barys Astana (w tym czasie grali w nim od dłuższego czasu jego rodacy pochodzący także z Winnipeg, Dustin Boyd i Nigel Dawes). Od końca grudnia 2014 zawodnik. Od maja 2016 ponownie zawodnik Barysu Astana. W sierpniu 2017 ponownie został graczem Slovana. W styczniu 2017 przeszedł do SCL Tigers. Od października do listopada 2018 był związany kontraktem próbnym w fińskim klubie Ilves. W grudniu 2019 został graczem francuskiej drużyny Dragons de Rouen, gdzie w lipcu 2020 przedłużył kontrakt.

## Sukcesy
Reprezentacyjne
- Złoty medal mistrzostw świata juniorów do lat 20: 2005, 2006

Klubowe
- Ed Chynoweth Cup – mistrzostwo WHL: 2004 z Medicine Hat Tigers
- Scotty Munro Memorial Trophy: 2006 z Medicine Hat Tigers
- Puchar Spenglera: 2012 z Team Canada

Indywidualne
- Sezon CHL 2002/2003:
  - Skład gwiazd pierwszoroczniaków
- Sezon WHL 2003/2004:
  - Pierwsze miejsce w klasyfikacji strzelców wśród obrońców: 21 goli
- Sezon AHL (2007/2008):
  - Mecz Gwiazd AHL
- Sezon KHL (2015/2016):
  - Drugie miejsce w klasyfikacji asystentów wśród obrońców sezonie zasadniczym: 31 asyst
  - Pierwsze miejsce w klasyfikacji kanadyjskiej wśród obrońców sezonie zasadniczym: 40 punktów